# 不死情謎
《不死情謎》是2001年在香港上映的劇情類電影，由邵氏旗下組成的電影動力與兩間日本公司聯合攝製，劉偉強執導，並與一瀨隆重聯合監製、陳十三編劇，主要演員包括黎明、瀨戶朝香等
，此電影除了在香港上映，亦在日本的100間戲院放映。主題曲：彭羚〈暗戀無罪〉

## 故事大綱
香港重案組督察Sam迅速搗破跨國犯罪組織巢穴，並將該組織的頭目Night緝拿歸案。Night雖然罪大惡極，但在他花重金聘請的律師團巧舍如簧的辯護下，主控官、Sam的未婚妻Ann竭盡全力也無濟于事，最終Night只被判五年監。僥幸逃脫重罪的Night對把他送進監牢的這對戀人懷恨不已，他決定與哥哥Day精心策劃一個報復行動。
Ann和Sam因案件完結而前往法國遊玩，誰知Day派來的殺手射殺了正在搭乘子彈電梯的Ann，但卻放過Sam。Ann的死令Sam悲痛異常，Sam決定離開警隊，在大澳開設酒吧，從此過起了隱居生活。
兩年後，Sam遇上一名與Ann長得一樣的日籍女遊客阿夕，Sam情不自禁地愛上她。一日，Sam誤打誤撞地發現了夕的秘密...另一方面，Night因上訴得直，提早出獄，欲再對付Sam...

## 演員表
| 演员                               | 角色   | 备注 |
| 黎明                               | Sam    | 警察，後因Ann之死而辭職 Ann之夫 Day、Night之天敵                                                                         |
| 瀨戶朝香                           | Ann    | Sam之妻子 於法國被整容前的夕槍殺 粵語配音林姍姍                                                                          |
| 瀨戶朝香 （整容後）                | 夕     | 女殺手 受僱於Day殺害Sam、Ann伉儷，由於喜歡Sam，因此沒有殺害其 兩年後整容整到與Ann相似，並假以日本旅客身份於大澳與Sam相遇 |
| Saki Hayawaka（早川咲） （整容前） | 夕     | 女殺手 受僱於Day殺害Sam、Ann伉儷，由於喜歡Sam，因此沒有殺害其 兩年後整容整到與Ann相似，並假以日本旅客身份於大澳與Sam相遇 |
| 尹子維                             | Night  | Day之弟 Sam、Ann伉儷之天敵                                                                                               |
| 孫國豪                             | Day    | Night之兄 夕之僱主 Sam、Ann伉儷之天敵                                                                                    |
| 陳慧敏                             | 牛叔   | |
| 吳志雄                             | 阿虎   | |
| 鄭中基                             |        | |
| 何華超                             |        | |
| 袁偉豪                             |        | |
| 余家豪                             |        | |
| 周美成                             | 金毛茂 | |

## 外部連結
- Yahoo奇摩電影上《不死情謎》的資料（繁體中文）
- 開眼電影網上《不死情謎》的資料（繁體中文）
- 香港影庫上《不死情謎》的資料（繁體中文）
- 时光网上《不死情謎》的資料（简体中文）
- 豆瓣电影上《不死情謎》的資料 （简体中文）
- 爛番茄上《不死情謎》的資料（英文）
- AllMovie上《不死情謎》的资料（英文）
- 互联网电影数据库（IMDb）上《不死情謎》的资料（英文）
- YESASIA: 不死情謎 DVD （页面存档备份，存于）
- 《不死情謎》主題曲：彭羚〈暗戀無罪〉 （页面存档备份，存于）